# Bolcocius
Bolcocius is een geslacht van kevers uit de familie somberkevers (Zopheridae).

## Soorten
Deze lijst is mogelijk niet compleet.
- B. bhutanensis
- B. elongata
- B. formosanus
- B. granulosus
- B. shibatai
- B. yaeyamensis